# ادوارد بی. لوئیس
ادوارد بی. لوئیس (انگلیسی: Edward B. Lewis؛ زاده ۲۰ مه ۱۹۱۸ - درگذشته ۲۱ ژوئیه ۲۰۰۴) یک نسل‌شناس اهل ایالات متحده آمریکا بود. 